# Omalotheca
Omalotheca – rodzaj roślin z rodziny astrowatych. Obejmuje ok. 9 gatunków. W wielu ujęciach, zwłaszcza dawnych, bywa włączany do rodzaju szarota Gnaphalium. Rośliny te występują głównie w strefie klimatu umiarkowanego w Eurazji, na południu sięgając po Irak, Iran i południowe Chiny. Zasięg trzech gatunków eurazjatyckich obejmuje także północno-wschodnią i północno-zachodnią część Ameryki Północnej. Do polskiej flory należą cztery gatunki z tego rodzaju: szarota drobna O. supina, szarota Hoppego O. hoppeana, szarota leśna O. sylvatica i szarota norweska O. norvegica.
Rodzaj nie ma ustalonej nazwy zwyczajowej w języku polskim i gatunki tu zaliczane noszą miano szaroty. W XIX wieku proponowano nazwę dla rodzaju „spłaska”. Współcześnie w ujęciach wyróżniających ten rodzaj pojawia się nazwa „żytko”, ale jako poboczna wobec bardziej popularnej szaroty.

## Morfologia
PokrójWieloletnie rośliny zielne osiągające od kilku cm do ok. 70 cm wysokości. Są to rośliny kłączowe z korzeniami wiązkowymi, bez rozłogów. Łodyga zwykle pojedyncza, prosto wzniesiona, czasem z odgałęzieniami u nasady. Pęd wełnisto owłosiony (włoski odstające lub przylegające).
LiścieSkrętoległe, odziomkowe skupione w rozecie przyziemnej. Blaszki siedzące, lancetowate, całobrzegie, owłosione, przy czym górna strona czasem łysiejąca i zielona.
KwiatyZebrane w drobne i liczne koszyczki, te zaś w luźne, kłosokształtne kwiatostany złożone. Okrywy dzwonkowate do stożkowatych, o średnicy do 6 mm. Listki tworzące okrywy ułożone są w 2–3 rzędach, barwy słomiastej do brązowej. Dno kwiatostanowe płaskie lub wypukłe, gładkie. Na skraju koszyczków występują liczne (kilkadziesiąt) kwiaty żeńskie, a w części środkowej koszyczków obecne są tylko 3–4 kwiaty obupłciowe. Korony mają kolor biały do fioletowego, zwykle z silniej purpurowo zabarwionymi końcami.
OwoceNiełupki podługowate, walcowate lub wrzecionowate, pokryte szczecinkami lub brodawkami. Puch kielichowy w postaci jednego szeregu 15–25 pierzastych szczecinek, szybko odpadających (pojedynczo lub razem).

## Systematyka
Pozycja systematyczna
Rodzaj z rodziny astrowatych Asteraceae, w której obrębie zaliczany jest do podrodziny Asteroideae, plemienia Gnaphalieae i podplemienia Gnaphaliinae.
Gatunki tu zaliczane włączane były do rodzaju szarota Gnaphalium w jego szerokim ujęciu. Jednak odrębność rodzaju potwierdziły analizy molekularne w drugiej dekadzie XXI wieku, wskazując go jako kolejny klad po oddzieleniu się linii Gnaphalium, siostrzany wobec kladu obejmującego liczne rodzaje podplemienia Gnaphaliinae. Włączenie Omalotheca do Gnaphalium czyni z tego drugiego rodzaju takson parafiletyczny.
Wykaz gatunków
- Omalotheca caucasica (Sommier & Levier) Czerep.
- Omalotheca diminuta (Braun-Blanq.) Bartolucci & Galasso
- Omalotheca hoppeana (W.D.J.Koch) Sch.Bip. & F.W.Schultz – szarota Hoppego
- Omalotheca leucopilina (Schott & Kotschy ex Boiss.) Holub
- Omalotheca nanchuanensis (Y.Ling & Y.Q.Tseng) Holub
- Omalotheca norvegica (Gunnerus) Sch.Bip. & F.W.Schultz – szarota norweska
- Omalotheca roeseri (Boiss. & Heldr.) Holub
- Omalotheca supina (L.) DC. – szarota drobna
- Omalotheca sylvatica (L.) Sch.Bip. & F.W.Schultz – szarota leśna
- Omalotheca × traunsteineri (Murr) Dostál